# コンツェルト-ライヴ・イン・U.S.S.R.-
コンツェルト-ライヴ・イン・U.S.S.R.-（原題:Концерт）は、ビリー・ジョエルが1987年10月に発表したライヴ・アルバム。同年7月から8月にかけて行われた、ソビエト連邦でのツアーの模様を収録。

## 解説
アルバム『ザ・ブリッジ』（1986年）に伴うツアーの締めくくりとして、1987年7月26日・27日・29日にモスクワで、8月2日・3日・5日にレニングラードで公演を行う。また、同国のテレビ番組やラジオ番組にも出演。「オネスティ」、「時代は変る」（ボブ・ディランのカヴァー）は放送用に行われたスタジオ・ライヴの音源。更に、トビリシで予定外の公演も行われ、「オドイア」は、同地の合唱団ジュルナリストと共にレコーディングされたグルジア民謡。
ステージにおけるビリーのMCは、Oleg Smirnoffにより通訳された。7月27日のモスクワ公演では、会場のセキュリティの厳しさに不満を抱いたビリーが、マイク・スタンドを破壊したり、エレクトリックピアノを倒す等のワイルドなパフォーマンスをするという出来事もあった。
レニングラード公演の模様は、アメリカのケーブルテレビ局HBOにより、1987年10月24日にドキュメンタリー番組として放送された。
本作ではビリーのバンドメンバー及び多数のゲストミュージシャンが参加しているが、バンドで長年リードギターを担当しているデヴィッド・ブラウンとビリーの作品をこれまで手掛けてきたプロデューサーのフィル・ラモーンは同行していない。

## 収録曲
特記なき楽曲はビリー・ジョエル作。
1. オドイア - "Odoya" (Traditional) - 1:17
2. 怒れる若者 - "Angry Young Man" - 5:24
3. オネスティ - "Honesty" - 3:58
4. グッドナイト・サイゴン〜英雄達の鎮魂歌 - "Goodnight Saigon" - 7:19
5. 恋の切れ味 (スティレット) - "Stiletto" - 5:09
6. ビッグ・マン・オン・マルベリー・ストリート - "Big Man on Mulberry Street" - 7:17
7. ベイビー・グランド - "Baby Grand" - 6:09
8. イノセント・マン - "An Innocent Man" - 6:09
9. アレンタウン - "Allentown" - 4:23
10. マター・オブ・トラスト - "A Matter of Trust" - 5:09
11. 若死にするのは善人だけ - "Only the Good Die Young" - 3:30
12. 真夜中のラブコール - "Sometimes a Fantasy" - 3:38
13. アップタウン・ガール - "Uptown Girl" - 3:08
14. ビッグ・ショット - "Big Shot" - 4:44
15. バック・イン・ザ・U.S.S.R. - "Back in the U.S.S.R." (Lennon-McCartney) - 2:43
16. 時代は変る - "The Times They Are A-Changin'" (Bob Dylan) - 2:54

## 参加ミュージシャン
- ビリー・ジョエル - ボーカル、キーボード、ギター
- リバティ・デヴィート - ドラムス
- ダグ・ステッグマイヤー - ベース
- デイヴ・レボルト - キーボード
- ラッセル・ジェイヴァース - ギター
- ケヴィン・デュークス - ギター
- マーク・リヴェラ - サックス
- ピーター・ヒューレット - バッキング・ボーカル
- ジョージ・シムズ - バッキング・ボーカル
- ジュルナリスト - ボーカル(on 1.)